# Personaggio non giocante
Un personaggio non giocante (abbreviato in PNG; in inglese Non-player character o Non-Playable Character, a loro volta abbreviati in NPC), nei giochi di ruolo, è un personaggio che non è sotto il controllo diretto del giocatore, ma viene invece gestito dal game master o da altri giocatori. Nei videogiochi, di solito indica un personaggio controllato dal computer per mezzo di algoritmi, oppure tramite un comportamento reattivo agli stimoli predefinito, non necessariamente attraverso l'intelligenza artificiale.

## Caratteristiche
Tendenzialmente i PNG sono, a differenza di quelli giocanti (detti personaggi giocanti o "PG"), statici: non cambiano nel tempo durante il gioco e spesso le interazioni con loro sono limitate. Normalmente sono gestiti da un'altra entità (ad esempio il dungeon master, narratore, ecc.).

## Impiego

### Giochi di ruolo tradizionali
Nei giochi di ruolo tradizionali, come Dungeons & Dragons, i PNG sono creati e manovrati dal master. Un buon master deve saper interpretare in modo coerente un gran numero di PNG, ciascuno con le proprie competenze, stato d'animo, e via dicendo. In questo tipo di giochi i PNG rappresentano tutte le possibilità di interazione esterna dei personaggi giocanti: amici, nemici, mercanti o semplici cittadini. Poiché nei giochi di ruolo tradizionali non è possibile per il master creare una gamma troppo vasta di PNG ben elaborati (sarebbe difficile gestire un intero mondo con tutti i suoi abitanti contemporaneamente), spesso si tende a dividere i PNG "principali" (con una personalità complessa, capaci di interagire in molti modi con i personaggi giocanti) dai PNG "secondari" o "comparse" (con una personalità semplice e stereotipata e poche possibilità di interagire coi personaggi, hanno la funzione di fare da "sfondo" al gioco). PNG principali sono, ad esempio, gli alleati o i nemici più importanti dei giocatori, mentre quelli secondari possono essere mercanti, aiutanti occasionali, nemici casuali (come ad esempio una banda di predoni che attacca i giocatori).
In questo tipo di giochi, i PNG principali possono essere elaborati tanto quanto i giocatori (e a volte anche di più, a seconda dell'abilità del master): infatti, contrariamente a quanto accade per i videogiochi, è possibile che i PNG reagiscano ad ogni atteggiamento o azione dei PG secondo la propria mentalità, garantendo al gioco un notevole realismo.

### Giochi di ruolo dal vivo
Nel gioco di ruolo dal vivo, i PNG sono interpretati da altri giocatori secondo le direttive dei master o organizzatori del gioco; possono godere di minore o maggiore libertà d'azione, ma in ogni caso le loro caratteristiche, motivazioni, aspetto e comportamento sono definite a tavolino dagli organizzatori. Solitamente una parte dei giocatori, a turno, partecipa come PNG invece che interpretare il proprio personaggio, in modo che a ogni evento ci sia la disponibilità delle "comparse" necessarie.

### Videogiochi
Nei videogiochi di ruolo, i PNG sono controllati dall'intelligenza artificiale del gioco. I PNG rappresentano generalmente nemici da sconfiggere (in tal caso spesso detti anche "creep" oppure "mob") o amici con cui interagire, per esempio allo scopo di farsi assegnare le missioni (dette anche quest) che costituiscono lo svolgimento del gioco. Altre volte possono essere degli aiutanti, che vendono o scambiano merci od oggetti vari (vedi i mercanti in Diablo) e si rivelano a volte fondamentali per proseguire nell'avventura. In altri casi i PNG possono essere dei personaggi di supporto al protagonista, che possono diventare protagonisti veri e propri in determinate fasi di gioco (es. la figura di Mona Sax in Max Payne 2). Altre volte (come ad esempio in Summoner), il giocatore ha a disposizione numerosi personaggi, che può controllare ogniqualvolta lo desidera. I personaggi di supporto si limitano così a seguire il protagonista e ad aiutarlo durante i combattimenti o durante le missioni.
La raffinatezza di molti videogiochi si può riscontrare proprio sul livello di elaboratezza dei PNG. I nemici che si possono incontrare in giochi come SWAT 4, Rainbow Six, Medal of Honor, ecc. devono assolutamente essere in grado di rispondere a determinati canoni di intelligenza artificiale richiesti perché il gioco non si riveli ripetitivo o banale. Più un gioco è evoluto in questo campo, più vedremo PNG agire secondo quello che può sembrare un "istinto" proprio, come se fossero dei veri PG. Se i PNG sono poco elaborati o molto simili l'uno all'altro, penalizzano il gameplay e il realismo del gioco stesso. 
I PNG, con i loro limiti di elaborazione, sono i protagonisti della serie comica Epic NPC Man prodotta dal gruppo di youtuber Viva La Dirt League.

### Insulto
Su internet, il termine NPC è spesso utilizzato dagli utenti americani per riferirsi ad una persona che non è capace di pensare, avere delle opinioni personali e priva di identità, il termine assume un significato offensivo verso il prossimo. Questo termine ha acquisito visibilità attraverso il meme NPC Wojak, una sagoma grigia priva di espressione, che può essere compreso come la conseguenza di un mutamento progressivo della comunicazione e della razionalità umana.